# Академіка (Мінделу)
Ассоціасау Академіка ду Мінделу або просто Академіка (порт. Associação Académica do Mindelo) — професіональний кабовердійський футбольний клуб з міста Мінделу, на острові Сан-Вісенті.

## Емблема клуба
«Академіка», а також інші команди в Кабо-Верде, в назві яких є слово «Академіка», мають герб ідентичний до португальського футбольного клубу Академіка (Коїмбра).

## Форма
Форма клуба аналогічна до форми португальської Академіки: суцільного чорного кольору — домашня, суцільного білого кольору — виїзна.

## Стадіон
Клуб грає свої домашні матчі, як і такі відомі команди з Мінделу як Амарантеш, Кастілью, ФК «Дербі» та Мінделенше на тому ж стадіоні — «Ештадіу Мунісіпал Адеріту Сена», який вміщує 5 000 вболівальників.

## Історія
Клуб було засновано 1 квітня 1940 року. Це одна з перших команд, яка коли-небудь вигравала кубок, до здобуття незалежності, в 1953 році, через рік, вони не брали участь в змаганнях до 1956 року. «Академіка» виграла свій перший титул з моменту здобуття незалежності в 1989 році. Інші чемпіонства, включаючи в себе чотири чемпіонства свого острова, включаючи їх останні перемоги і два відкритих чемпіонати разом з останнім здобутим трофеєм, були виграні не пізніше сезону 2006/07 років. Спонсором команди в сезоні 2014-15 була компанія «MOAVE».
Академіка (Мінделу) вилетів до другого дивізіону на початку та в середині 2010-их років, клуб повернувся до найвищого дивізіону в сезоні 2014-15 років після того, як посів одне з двох верхніх місць. «Академіка» закінчила той чемпіонат на 7-му місці, яке клуб зміг посісти завдяки шести забитим м'ячам Кастілью в першому матчі, та другому, який завершився з рахунком 3:3, таким чином, забивши 9 м'ячів, команда зберегла місце в зоні турнірної таблиці, яка дозволяла з наступного сезону виступати у вищому дивізіоні.

## Виступи в плей-оф
Команда виграла своє четверте острівне чемпіонство і вийшла до національного чемпіонату. Після декількох років, команді вдалося вийти до фіналу і зустрітися з суперником з острова Сантьяго Спортінг (Прая). Перший матч завершився нульовою нічиєю, а другий — з рахунком 1:1.
Найбільшу кількість очок набрав суперник та Спортінг в середині липня втратив національний титул, раніше, на початку серпня, фани «Академіки» влаштували безлад на вулицях і не святкували перемогу.

## Досягнення
- Чемпіонат Кабо-Верде з футболу: 1 перемога
  - До здобуття незалежності — 3 перемоги:

1953, 1964, 1967
- - Після здобуття незалежності — 1 перемога:

1989
- Чемпіонат острова Сан-Вісенті: 10 перемог

1948, 1953, 1963, 1964, 1967, 1972, 1986/87, 1994/95, 2003/04, 2006/07
- Суперкубок острова Сан-Вісенті: 1 перемога

2006/07
- Відкритий Чемпіонат острова Сан-Вісенті: 2 перемоги

2001/02, 2006/07

## Статистика виступів в лігах та кубках

### Колоніальний період
| Рік  | Фінал(и) | Фінал(и) | Клуб       |
| Рік  | 1        | 2        | Клуб       |
| ---- | -------- | -------- | ---------- |
| 1972 | 2–2      | 1–0      | Травадореш |

### Національні змагання
| Сезон | Див. | Міс. | Іг. | В | Н | П | ЗМ | ПМ | РМ  | О  | Примітки | Плей-офф   |
| ----- | ---- | ---- | --- | - | - | - | -- | -- | --- | -- | -------- | ---------- |
| 2004  | 1A   | 1    | 4   | 3 | 1 | 0 | 13 | 2  | +11 | 10 |          | 4-те місце |
| 2007  | 1A   | 1    | 5   | 4 | 1 | 0 | 16 | 0  | +16 | 13 |          | 2-ге місце |

### Регіональні (острівні) змагання
| Сезон   | Див. | Міс. | Іг. | В | Н | П | ЗМ | ПМ | РМ | О  | Кубок | Суперкубок | Примітки                                |
| ------- | ---- | ---- | --- | - | - | - | -- | -- | -- | -- | ----- | ---------- | --------------------------------------- |
| 2003–04 | 2    | 1    | -   | - | - | - | -  | -  | -  | -  |       |            | Вихід до Національного Чемпіоншипу      |
| 2006–07 | 2    | 1    | -   | - | - | - | -  | -  | -  | -  |       |            | Вихід до Національного Чемпіоншипу      |
| 2014–15 | 2    | 7    | 14  | 3 | 2 | 9 | 11 | 18 | -7 | 11 |       |            | Залишається в Національному Чемпіоншипі |

## Відомі гравці
До списку включені гравці, які мають досвід виступів на міжнародних турнірах
- Роні Рамуш да Грака
- Тої Адау
- Стеніу душ Сантуш